# Сарбрикен
Сарбрикен (фр. Sarrebruck) општина је у Немачкој, уједно и главни град савезне државе Сарланд. У овом граду живи 180.000 становника.
Налази се неколико километара од границе са Француском, тако да постоји заједнички систем превоза са градом Саргемин, и Еврозона са градом Форбах у Француској. 
Сарбрикен је био индустријски и транспортни центар великог басена за експлоатацију угља и гвожђа. То је био основ за развијену привреду која је обухватала: производњу челика, шећера, пива, оптичких инструмената, машина и грађевинског материјала. Међутим, крајем 20. века, привредни значај ове регије је опао, јер је увоз угља из мање развијених земаља постао много економичнији. 

## Историја
Сарбрикен је добио име по мостовима преко реке Сар (  - мостови). Историјски мост преко реке потиче из 1546. 
Од средњег века Сарбрикен је центар војводства под влашћу куће Насау-Сарбрикен. У готичкој цркви Св. Арунала у Сарбрикену налазе се гробови многих војвода и принчева из ове породице. 
За време Француске револуције, 1793, град је постао део Француске републике, а касније царства. Сарбрикен је 1815. прикључен Пруској. 
Током 18. века, архитекта Штенгел пројектовао је бројне споменике у граду: дворац, цркву Лудвиг (Ludwigskirche) и цркву Св. Јована (Johanniskirche).
Велики напредак град је остварио у епохи индустријске револуције (19. век) захваљујући производњи челика. 
Након Првог светског рата, територија Сарланда била је под управом Друштва Народа, а фактички француском контролом. Године 1935, народ је на референдуму одлучио да се област уједини са Немачком. 
Град је потпуно уништен током Другог светског рата и касније поново изграђен. 
После Другог светског рата, област Сар је била под влашћу Француске. Одлуком на (поновном) референдуму 1956, област се прикључила Савезној Републици Немачкој 1957.
Град сателит Сарбрикена, Фолклинген, односно његова челичана, постао је први споменик индустријског доба који је доспео на листу светске баштине УНЕСКО-а.

## Међународна сарадња
- Котбус у Немачкој
- Нант у Француској
- Тбилиси у Грузији